# District d'Iishi
Le district d'Iishi (飯石郡, Iishi-gun) est un district de la préfecture de Shimane, au Japon.
Selon l'estimation du 1er décembre 2011, sa population était de 5 438 habitants pour une superficie de 242,84 km2, donnant ainsi une densité de population de 22,4 hab./km2.

## Municipalité du district
- Iinan